# 菱田正和
菱田正和（日语：／ Hishida Masakazu，1972年10月21日—），日本男性動畫演出家、動畫導演、編劇、作詞家。日本動畫製作者協會會員。別名義有青葉 讓（あおば じょう）、日步 冠星、五城 櫻（ごじょう さくら）。
出身於宮城縣仙台市。

## 來歷
大學4年級（經濟系）黃金週前後，菱田在一家製造公司找到了一份工作，這給了他畢業的時間思索著「我為什麼要來東京，在家鄉工作不是更好嗎？」，同年秋天（10月），他看到日昇動畫的應徵廣告上需求條件寫著「開車不是主要業務，但需有汽車駕駛執照」產生了興趣，就以「動畫產業比受匯率波動影響的製造業有更好的前景」的想法參加通過招聘考試進入了該公司。
對動畫產業不熟悉的菱田（在入行之前從未看過分鏡），當他得知「沒有福利年金，沒有社會保險，沒有資遣費，除非退休才能成演出或導演」感到驚慌失措，被指派到《超魔神英雄傳》的製作現場，從導演井內秀治和後來成為他老師的演出家近藤信宏那裡學習分鏡和演出。當他向富野由悠季展示自己畫的分鏡時，他被叫去擔任演出助手，參與《∀鋼彈》的製作，並從富野對自己畫的分鏡的修改中學習。
之後，他負責多部少年動畫的分鏡和演出，2001年成為自由工作者，2004年被選為《陰陽大戰記》的導演。2008年接替鴫野彰擔任《小雙俠 (2008年版)》的導演。2009年憑《劇場版 小雙俠：新雙俠機械大集合！玩具國大決戰，骰子！》作為電影導演出道。
在演出方面，他主要擅長滑稽的喜劇表現。
2011年開始執導許多以《星光少女》系列為中心的偶像動畫。
動畫導演、演出家京極尚彥是他的弟子。

## 參加作品
凡没有特別注明均以菱田正和的名義參與。

### 電視動畫
1997年
- 超魔神英雄傳（—1998年，製作進行）

1999年
- ∀鋼彈（—2000年，分鏡、演出助手）
- 亞克傳承（分鏡）※日下吾郎名義[5]。

2000年
- 純情房東俏房客（演出）
- 犬夜叉（—2004年，分鏡、演出）

2001年
- 神影小偵探（分鏡、演出）
- 星界的戰旗II（演出）
- 激鬥戰車（—2003年，分鏡、演出、OP演出）

2003年
- 機甲露寶（—2004年，分鏡、演出）
- 激鬥戰車Nitro（日语：クラッシュギアNitro）（—2004年，分鏡、演出、OP演出）
- 天使的尾巴Chu！（分鏡、演出）

2004年
- 熊貓鐵金鋼（分鏡、演出）
- 陰陽大戰記（—2005年，導演、編劇、分鏡、演出、OP演出）

2006年
- Keroro軍曹（—2011年，分鏡、演出）※第204話演出以凛凜雅由紀名義，第335話演出以青葉讓名義。
- ZEGAPAIN（分鏡、演出）※凛凜雅由紀名義。
- 交響詩篇艾蕾卡7（分鏡）
- 結界師（—2008年，分鏡、演出）※分鏡以凛凜雅由紀名義。
- 櫻蘭高校男公關部（分鏡）
- 無罪的維納斯（分鏡、演出）

2007年
- 古代王者 恐龍王 DKidz Adventure（—2008年，首席演出、分鏡、演出、OP演出）

2008年
- 古代王者 恐龍王 DKidz Adventure 翼龍傳說（首席演出、分鏡、演出、OP演出）
- 小雙俠 (2008年版)（—2009年，導演、編劇、分鏡、演出・OP分鏡、ED分鏡&演出）※從第18話開始接替鴫野彰擔任導演。
- 夏目友人帳（分鏡）
- Battle Spirits 少年突破馬神（分鏡）

2011年
- 超元氣3姊妹 增量中！（分鏡、演出）※青葉讓名義。
- 星光少女 極光之夢（—2012年，導演、分鏡、演出）※分鏡、演出以青葉讓名義。

2012年
- 星光少女 美夢成真（—2013年，導演、分鏡、演出、OP分鏡）※導演以，分鏡、演出、OP分鏡以青葉讓名義。

2013年
- 星光少女 彩虹舞台（—2014年，導演、編劇、分鏡、演出、ED分鏡）※編劇、演出、ED分鏡以青葉讓名義，分鏡以青葉讓或日步冠星名義。

2014年
- 星光少女 群星閃耀（導演、分鏡）※分鏡以日步冠星名義。
- LoveLive！ (第2期)（分鏡）
- 星光樂園（—2017年，Pri☆Chan LIVE演出、分鏡、演出）
- 最強銀河 究極ZERO Battle Spirits（分鏡、演出）
- 電器街的漫畫店（分鏡）
- 鋼彈G之復國運動（分鏡、演出）

2015年
- 鋼彈創戰者TRY（演出）
- Battle Spirits 烈火魂（分鏡）

2016年
- 莉露莉露妖精 ～妖精之門～（—2017年，導演、分鏡、演出）※五城櫻名義。

2017年
- 偶像時間星光樂園（Pri☆Chan LIVE演出）
- 莉露莉露妖精 ～魔法之鏡～（—2018年，導演、OP分鏡）※五城櫻名義。

2018年
- Classica Loid（分鏡）
- 擁抱！光之美少女（分鏡）

2019年
- KING OF PRISM -Shiny Seven Stars-（導演、劇本統籌、編劇、分鏡、演出）※劇本統籌、編劇以青葉讓，分鏡以日步冠星或五城櫻，演出以名義。
- 偶像夢幻祭（導演、分鏡、OP分鏡&演出）※分鏡、OP分鏡&演出以櫓下純白名義[6]。

2020年
- 星光頻道（Pri☆Chan LIVE演出）

2021年
- Fairy 蘭丸（導演、劇本統籌、編劇、分鏡）※劇本統籌、編劇以青葉讓[7]，分鏡以五城櫻名義。
- 半妖的夜叉姬 貳之章（導演、分鏡、演出）[8]

2022年
- Love Live！Superstar!!（分鏡）

2023年
- 幻日夜羽 -鏡中暉光-（舞蹈部分分鏡&演出）

2024年
- 秒殺外掛太強了，異世界的傢伙們根本就不是對手。（導演、劇本統籌、編劇、分鏡、演出、OP分鏡&演出）※劇本統籌、編劇以青葉讓名義[9]
- 秘密的偶像公主（BANK場面分鏡）
- 格鬥實況（導演、分鏡、演出）

2025年
- 杜鵑婚約 第2期（導演、劇本統籌、編劇、分鏡、演出）

### 電影動畫
2009年
- 劇場版 小雙俠：新雙俠機械大集合！玩具國大決戰，骰子！（導演、編劇、分鏡、演出）

2010年
- 昆蟲物語 孤兒哈奇 ～勇氣的旋律～（日语：昆虫物語 みつばちハッチ〜勇気のメロディ〜）（演出）

2011年
- 機動戰士鋼彈UC episode4 在重力井底（演出）

2014年
- 劇場版 星光少女：群星閃耀 星光☆十強（總導演、分鏡[注 1]）※分鏡以青葉讓或日步冠星名義。

2015年
- 劇場版 星光樂園：大集合！星光☆之旅（導演、PriPara LIVE演出、編劇、分鏡、演出）※編劇以青葉讓，分鏡以日步冠星，演出以名義。
- KING OF PRISM by PrettyRhythm（導演、編劇、構成、分鏡、演出）※編劇、構成以青葉讓，分鏡以日步冠星，演出以名義。

2016年
- 劇場版 星光樂園：大家的憧憬♪ 去吧☆星光巴黎（PriPara LIVE演出）

2017年
- 劇場版 星光樂園：一起閃耀吧！閃亮亮☆星光LIVE！（PriPara LIVE演出）
- KING OF PRISM -PRIDE the HERO-（導演、編劇、構成、分鏡、演出）※編劇、構成以青葉讓，分鏡以日步冠星，演出以名義。

2022年
- 偶像夢幻祭 -Road to Show!!-（導演）

2024年
- KING OF PRISM -Dramatic PRISM.1-（日语：KING OF PRISM -Shiny Seven Stars-）（導演、編劇）※編劇以青葉讓名義。

### 網路動畫
2024年
- IDOL LAND 星光樂園（PriPara LIVE演出）

### OVA
2004年
- 新蓋特機器人（分鏡、演出）

### 遊戲
- 星光樂園（2014年—，分鏡）[10][11]
- 星光頻道（2018年—2022年，分鏡）[11][12][13]
- 勇者鬥惡龍 達伊的大冒險 XROSS BLADE（2020年，分鏡）
- 星光魔法（2021年—，分鏡）[11][14]

### 舞台
- KING OF PRISM -Over the Sunshine！-（2017年，編劇、作詞）※青葉讓名義。
- KING OF PRISM -Shiny Rose Stars-（2020年，編劇、作詞）※青葉讓名義。

### 作詞
全部以青葉讓名義。
- KING OF PRISM -Over the Sunshine！-
  - （主唱：一條新（橋本祥平）、香賀美大河（長江崚行）、十王院翔（村上喜紀）、鷹梁港（五十嵐雅）、涼野結（廣野凌大））
  - （主唱：Edel Rose生[注 2]）
  - Glorious Schwartz（主唱：如月琉銥（內藤大希（日语：内藤大希））、大和亞歷山大（spi（日语：spi (俳優)））、高田馬場喬治（古谷大和））
- KING OF PRISM -Shiny Rose Stars-
  - Viva EdelRose Spa！（主唱：一條新（橋本祥平）、太刀花雪之丞（橫井翔二郎（日语：横井翔二郎））、香賀美大河（長江崚行）、十王院翔（村上喜紀）、鷹梁港（五十嵐雅）、西園寺玲央（星元裕月）、涼野結（廣野凌大）
- Fairy 蘭丸
  - （與hotaru共同作詞。主唱：阿以蘭丸（田將吾））

### 其它
- 偶像夢幻祭 5週年紀念PV（2021年，導演）

## 腳註

## 相關項目
- 日昇動畫
- 渡邊洋一—日昇動畫所屬製作人

## 外部連結
- 菱田正和的X（前Twitter） （日語）
- 菱田正和的Instagram帳戶 （日語）